# 永井百合子
永井 百合子（ながい ゆりこ、1922年（大正11年）3月18日 - 没年不明）は、日本の女優。
両親は俳優の柳永二郎と女優の英百合子。

## 出演作品

### 映画
- 空想部落 (1939年) [1]（柿村 令子）
- 奥村五百子 (1940年)[1]
- 新馬鹿時代 后篇 (1947年)[1]（あき子）

### テレビドラマ
- 七人の刑事
- 風雪（山本 房子）
- ダイヤル110番
- 若者たち
- 鉄道公安36号